# Assenoncourt
Assenoncourt là một xã trong vùng Grand Est, thuộc tỉnh Moselle, quận Sarrebourg, tổng Réchicourt-le-Château. Tọa độ địa lý của xã là 48° 46' vĩ độ bắc, 06° 47' kinh độ đông. Assenoncourt nằm trên độ cao trung bình là 225 mét trên mực nước biển, có điểm thấp nhất là 210 mét và điểm cao nhất là 253 mét. Xã có diện tích 16,69 km², dân số vào thời điểm 1999 là 119 người; mật độ dân số là 7 người/km².

## Thông tin nhân khẩu
| 1962 | 1968 | 1975 | 1982 | 1990 | 1999 |
| ---- | ---- | ---- | ---- | ---- | ---- |
| 178  | 178  | 171  | 161  | 141  | 119  |